# Superliga de Nueva Caledonia 2020-21
La Superliga de Nueva Caledonia 2020-21 fue la edición número 47 de la Superliga de Nueva Caledonia. La temporada comenzó el 13 de marzo de 2020 y culminó en 1 de enero de 2021. El Hienghène Sport fue el campeón defensor.

## Formato
Los diez equipos jugarán entre sí bajo en sistema de todos contra todos 2 veces totalizando 18 partidos cada uno. Al término de la temporada los 2 primeros se clasificarán a la Liga de Campeones de la OFC 2021, es decir; el campeón y el subcampeón; mientras que el último clasificado descenderá a la Segunda División de Nueva Caledonia 2021-22 y el penúltimo jugará un play-off del descenso. Pero el 7 de noviembre se modificó el formato y no habrá descensos y los 3 equipos de la Segunda División de Nueva Caledonia asciende para expandirse a 13 en la Superliga de Nueva Caledonia 2021. El nuevo formato consiste en que los 4 primeros de los 10 equipos jugarán por el título.

## Equipos participantes
| Pos.   | Equipo          | Ciudad       | Estadio            | Capacidad |
| ------ | --------------- | ------------ | ------------------ | --------- |
| 1      | Hienghène Sport | Hienghène    | Stade de Hienghène | 2000      |
| 2      | AS Magenta      | Numea        | Numa-Daly Magenta  | 9600      |
| 3      | AS Mont-Dore    | Le Mont-Dore | Stade Boewa        | 2000      |
| 4      | AS Tiga Sport   | Numea        | Numa-Daly Magenta  | 9600      |
| 5      | SC Ne Drehu     | We           | Stade Hsanné       | 1000      |
| 6      | AS Lössi        | Numea        | Numa-Daly Magenta  | 9600      |
| 7      | AS Wetr         | Numea        | Numa-Daly Magenta  | 9600      |
| 8      | Horizon Patho   | La Roche     | Stade La Roche     | 1000      |
| 1 (SD) | JS Baco         | Kuné         | Stade Yoshida      | 1000      |
| 2 (SD) | AS Kunié        | Kuné         | Stade Yoshida      | 1000      |

### Ascensos y descensos
| Pos. | Ascendidos de la Segunda División 2019 |
| ---- | -------------------------------------- |
| 1    | JS Baco                                |
| 2    | AS Kunié                               |

| Pos. | Descendidos de la Superliga 2019 |
| ---- | -------------------------------- |
| 9    | Trio Kédeigne FC                 |
| 10   | ES Wacaelé                       |

## Tabla de posiciones
Actualizado el 30 de noviembre de 2020.
| Pos. | Equipo          | PJ | PG | PE | PP | GF | GC | DG  | Pts. | Clasificado a  |
| ---- | --------------- | -- | -- | -- | -- | -- | -- | --- | ---- | -------------- |
| 1    | AS Tiga Sport   | 9  | 6  | 2  | 1  | 23 | 9  | +14 | 29   | Fase play-offs |
| 2    | Hienghène Sport | 9  | 6  | 1  | 2  | 23 | 14 | +9  | 28   | Fase play-offs |
| 3    | AS Magenta      | 6  | 5  | 3  | 1  | 25 | 11 | +14 | 27   | Fase play-offs |
| 4    | Horizon Patho   | 9  | 5  | 2  | 2  | 21 | 18 | +3  | 26   | Fase play-offs |
| 5    | AS Wetr         | 9  | 4  | 3  | 2  | 25 | 14 | +11 | 24   |                |
| 6    | SC Ne Drehu     | 9  | 2  | 5  | 2  | 13 | 11 | +2  | 20   |                |
| 7    | AS Mont-Dore    | 9  | 2  | 4  | 3  | 12 | 16 | -4  | 18   |                |
| 8    | AS Lössi        | 9  | 2  | 2  | 5  | 16 | 17 | -1  | 17   |                |
| 9    | JS Baco         | 9  | 1  | 0  | 8  | 6  | 31 | -25 | 12   |                |
| 10   | AS Kunié        | 9  | 0  | 2  | 7  | 8  | 31 | -23 | 11   |                |

1. ↑  Se le descontaron 1 punto por no presentarse en la jornada 2

## Fase play-offs
Actualizado el 19 de diciembre de 2020.
| Pos. | Equipo            | PJ | PG | PE | PP | GF | GC | DG | Pts. | Clasificado a                              |
| ---- | ----------------- | -- | -- | -- | -- | -- | -- | -- | ---- | ------------------------------------------ |
| 1    | AS Tiga Sport (C) | 3  | 2  | 1  | 0  | 6  | 2  | +4 | 10   | Campeón y Liga de Campeones de la OFC 2021 |
| 2    | Horizon Patho     | 3  | 1  | 1  | 1  | 4  | 5  | -1 | 7    | Liga de Campeones de la OFC 2021           |
| 3    | Hienghène Sport   | 3  | 0  | 2  | 1  | 6  | 7  | -1 | 5    |                                            |
| 4    | AS Magenta        | 3  | 0  | 2  | 1  | 3  | 5  | -2 | 5    |                                            |